# Клейст, Фридрих фон
Фридрих Генрих Фердинанд Эмиль фон Клейст, граф Клейст фон Ноллендорф (нем. Friedrich Emil Ferdinand Heinrich von Kleist, Graf Kleist von Nollendorf; 9 апреля 1762, Берлин — 17 февраля 1823, там же) — граф, прусский фельдмаршал.

## Биография
Происходит из старинного дворянского рода, многие представители которого служили в прусской армии.
В 1777 году офицером пехотного полка Бюлова участвовал в войне за баварское наследство. После заключения мира — окончил военную школу в Берлине. В 1790 году Кляйст вернулся в действующую армию и участвовал в военных действиях против австрийцев. В кампанию 1792—1793 годов состоял при штабе главнокомандующего князя Гогенлоэ.
С конца 1799 года — адъютант командующего Рейнской армией генерал-фельдмаршала В. Мёллендорфа. В этом же году был произведен в майоры и назначен командиром сводного гренадерского батальона полков Арнима и Кунгейма (Берлин). В 1803 году Кляйст был назначен генерал-адъютантом короля Фридриха-Вильгельма III.

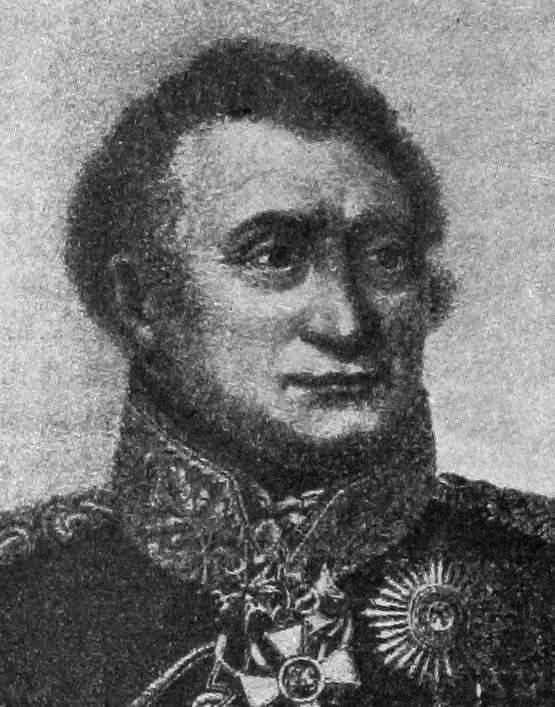
Портрет из «ВЭС»

После битвы при Ауэрштедте (1806 год) был отправлен к Наполеону для переговоров о мире. После Тильзитского мира вышел в отставку.

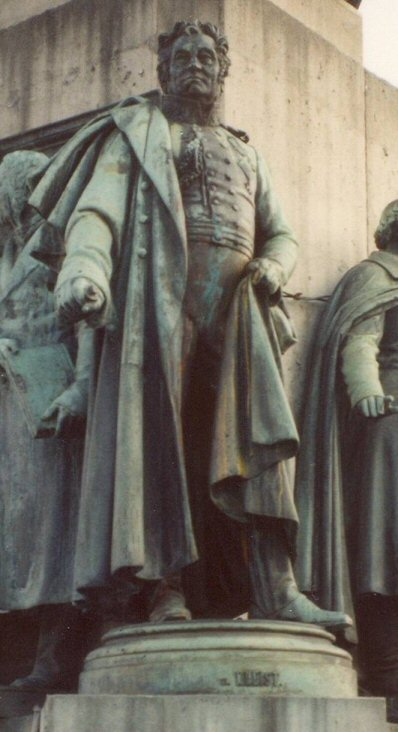
Граф Кляйст фон Ноллендорф у основания колонны памятника Фридриху Вильгельму III

В 1808 году снова вернулся в армию, был произведен в генерал-майоры и назначен командиром Нижне-Силезской бригады. С 1809 года — комендант Берлина.
В 1812 году Клейст командовал пехотой прусского вспомогательного корпуса, под начальством генерала Йорка. Участвовал в походе на Россию в 1812 году в составе войск Наполеона и за заслуги был награждён французским императором орденом Почетного легиона.
20 мая 1813 года с незначительными силами так долго защищал при Бауцене переправу через Шпре, что Милорадович смог эвакуировать войска без потерь. В битве под Дрезденом Клейст вёл наступательную колонну; во время отступления пробрался по хребту гор к Ноллендорфу, в тыл Вандама, и 30 августа своим вмешательством решил в пользу союзников битву при Кульме.
Победа при Лаоне (9 марта 1814 года) была одержана, главным образом, благодаря Клейсту и Йорку. Во время битвы за Париж 30 марта способствовал общему успеху союзников. В 1814 году король пожаловал ему звание генерала пехоты.
После заключения мира сопровождал короля в Англию, а затем принял командование над 3-м германским корпусом со штаб-квартирой в Ахене. В начале кампании 1815 года Кляйсту было поручено командование прусским корпусом (около 26 тыс. человек), расположенным в районе Мозеля. Из-за болезни участия в кампании он не принимал.
После заключения мира в 1815 году был назначен командиром 4-го корпуса (Магдебург). Однако подорванное здоровье вынудило его в 1820 году подать в отставку. Жил в Берлине.
В 1821 году он стал фельдмаршалом, в 1822 году получил звание государственного советника, а в 1823 — назначен главой кабинета.

## Награды
Королевства Пруссия:
- Орден «Pour le Mérite» (4 декабря 1792)[2]; дубовые листья к ордену (31 марта 1814)[3]
- Орден Святого Иоанна Иерусалимского (1796)[4]
- Орден Чёрного орла (30 августа 1813)[5] на поле сражения под Кульмом
- Орден Красного орла 1-го класса (30 августа 1813, как кавалер ордена Чёрного орла)
- Железный крест 1-го класса (8 октября 1813)  за сражение при  Бауцене[6]

Российской империи:
- Орден Святого Георгия 2-го класса (Россия, 8 октября 1813)
- Орден Святого Владимира 2-й степени (Россия, 8 октября 1813)
- Орден Святого Александра Невского (Россия, ноябрь 1813)
- Орден Святой Анны 1-й степени (Россия, 5 сентября 1807)

Прочих государств:
- Орден Военных заслуг Карла Фридриха, большой крест (великое герцогство Баден)
- Орден Почётного легиона, кавалер (1812, Первая французская империя)
- Орден Золотого льва, большой крест (24 апреля 1818, курфюршество Гессен)[8]
- Военный орден Марии Терезии, командорский крест (Австрийская империя)
- Орден Белого сокола, большой крест (великое герцогство Саксен-Веймар-Эйзенах)

## Память
- В 1889 году имя Фридриха Генриха Фердинанда Эмиля Кляйста было присвоено Первому западно-прусскому гренадерскому полку.
- Скульптура графа Кляйста фон Ноллендорфа расположена у основания колонны памятника Фридриху Вильгельму III.